# Master of Orion: Conquer the Stars
Master of Orion: Conquer the Stars, chiamato anche semplicemente Master of Orion, è un videogioco strategico a turni del genere 4X sviluppato dalla Nimble Giant Entertainment e pubblicato dalla Wargaming.net per i sistemi Microsoft Windows, OS X e Linux il 26 febbraio 2016 in accesso anticipato e il 25 agosto dello stesso anno ufficialmente. È il quarto capitolo della serie Master of Orion, e rappresenta una sorta di remake del gioco originale.

## Modalità di gioco
Master of Orion: Conquer the Stars consente di prendere il controllo di una razza giocabile, che può competere o coesistere con un massimo di otto avversari controllati dal computer. Nel gioco, è possibile gestire il proprio impero, con le colonie, l'economia, gli sviluppi tecnologici e i progetti delle navi, oltre che a gestire la diplomazia e i combattimenti. Il gioco include tutte le dieci razze del gioco originale, oltre 75 avanzamenti tecnologici, mappe che comprendono fino a 100 sistemi solari, ognuno composto da vari pianeti e stelle, un sistema di navi personalizzabili con stili diversi per ogni razza, e varie condizioni di vittoria.
- Militare: per vincere, bisogna distruggere tutti gli altri giocatori conquistando i loro territori.
- Tecnologica: per vincere è necessario costruire la macchina suprema per trascendere l'universo.
- Economica: per vincere, è necessario controllare il monopolio del Fondo Monetario Galattico.
- Diplomatica: per vincere, è necessario essere eletto Cancelliere Supremo della Galassia.
- Eccellenza: all'ultimo turno, se nessuna delle altre condizioni di vittoria è stata conseguita, vince il giocatore col punteggio più alto.

## Razze giocabili
Il gioco include tutte le dieci razze presenti nel gioco originale.
- Gli Alkari sono una specie di uccelli antropomorfi che iniziano sul sistema solare Altair, e sono guidati dall'Imperatore Skylord Sharpclaw. Pur noti per la loro disposizione pacifica, sono feroci nel combattimento, e non esitano a combattere se per una giusta causa. Gli Imperatori Skylord sono nominati e approvati in uno stile di dittatura da un consiglio di famiglie d'élite, cartelli commerciali e organizzazioni religiose: una volta eletto, l'Imperatore resta in carica a vita, con i doveri, tra gli altri, di supervisore religiosa, gestore dei negoziati e guida come comandante supremo degli eserciti. Le loro navi viaggiano il 25% più in fretta, attaccano il 25% più velocemente, e hanno un attacco e difesa raggi del 50% e 25% in più. Il loro mondo natale Altair è di grandi dimensioni, consentendo una maggior capacità di popolazione, e possiede inoltre degli artefatti, che accelerano la loro ricerca scientifica.
- I Bulrathi sono un impero di orsi antropomorfi, risiedono su Ursa e sono guidati dall'imperatore Grorvog. Pensano invero al benessere anche delle razze minori sotto il loro dominio, e sono solitamente riluttanti a colpire per primi, ma non esitano a combattere con ferocia contro chiunque osi minacciare il loro territorio, e sono piuttosto aggressivi e inclini alla lotta; per tal motivo, questa razza possiede un bonus del 50% nel combattimento terrestre. La loro vita spirituale ruota intorno all'Hag, un'anziana che parla in nome della natura stessa e grazie alla quale i Bulrathi sono usciti dal loro pianeta. Il loro imperatore viene scelto dai corpi ufficiali, e di solito in precedenza è già stato messo alla prova sui campi di battaglia; egli serve come capo supremo nel governo e soprattutto in guerra. Come Ecologisti, i Bulrathi iniziano con la tecnologia Biologia. Il loro mondo natale è inoltre di grandi dimensioni, ricco di minerali e dotato di un'alta gravità.
- Il Cabal dei Darlok, ombre umanoidi mutaforma, proviene dal pianeta Nazin ed è retto dall'Hindermost Dar'Quan. La sfiducia universale di questa razza rende i suoi esponenti paranoidi nei rapporti interstellari, il che li motiva a rubare, sabotare, assassinare e manipolare i loro rivali pur di raggiungere il potere. Iniziano con la tecnologia Governo e ottengono un morale del 5% in più tramite il tratto Diplomatico, le loro spie sono il 50% più esperte, il sistema di sicurezza è il 10% più efficace, i pianeti conquistati si assimilano il 25% più in fretta, e le loro navi possono rendersi invisibili.
- La Repubblica degli Umani inizia sul sistema solare Sol, ed è guidato dal Presidente Alexander. Dopo secoli di conflitti interni e il rischio della rovina del loro pianeta Terra, scongiurato però dall'arrivo dei Bulrathi, che a loro volta hanno evitato la distruzione del loro mondo, l'umanità è infine riuscita a unirsi sotto un unico governo consolidato, rimpiazzando le varie nazioni ed erodendo ogni diversità tra sesso, etnia e credenza. Retti da una Democrazia, gli Umani sono esperti diplomatici (iniziano con la tecnologia Governo e il morale generale sale del 5%) e commercianti (ottengono un bonus del 25% di crediti in ogni trattato a lungo termine o anche semplice scambio commerciale), ma la loro scarsa sicurezza li rende il 20% più vulnerabili contro ogni atto di spionaggio.
- Gli insettoidi Klackon sono un Alveare proveniente dal pianeta Kholdan, arido e cavernoso, e guidato da Ixitixl. Nati nei loro ruoli sociali, vivono in perfetta armonia, e vivono per il bene della comunità piuttosto che servire i desideri individuali; sembrano anzi nati senza interessi personali, assumendo dalla nascita l'identità dell'Alveare. La regina è sempre eletta dal popolo, e deve sempre trovarsi in assoluto accordo negli interessi dell'Alveare, senza mai dimenticare che è lei al servizio dei sudditi, e non viceversa: un qualsiasi momento di debolezza va punito con la sua destituzione. Iniziano con la tecnologia Fisica, e producono dalla popolazione il 25% di Produzione e il 50% di Cibo in più, e pur essendo Non Creativi, con un malus del 25% sulla ricerca scientifica, ricevono una tecnologia casuale quando ricercano un nodo tecnologico con applicazioni opzionali.
- Il Combinato dei Meklar sono una razza di esseri cibernetici e intelligenze artificiali, risedente nel pianeta Meklon e dominato da CB-715. Molti ritengono che in origine fosse una razza di molluschi senzienti fisicamente deboli, che si costruirono degli esoscheletri cibernetici per compensare la loro fragilità; questo però li portò anche a un deterioramento fisico, al punto che i loro corpi si sono atrofizzati, divenendo dei gusci meccanici molto fragili. Essendo Industrialisti, i Meklar iniziano con la tecnologia Fisica e producono il 25% in più dalla popolazione. Inoltre, grazie al loro tratto Cibernetico, il consumo del cibo viene dimezzato, e le loro navi si riparano automaticamente.
- Il Branco felinoide dei Mrrshan risiede nel pianeta Fieras ed è guidato dall'Imperatrice Jasana, assistita dalla sua amica d'infanzia Harrava. Eleganti, ribelli e indipendenti, i Mrrshan sono dediti alle belle arti, all'architettura e allo stile personale. Pur essendo loro un Feudalesimo, si guardano bene dall'opprimere il loro popolo, e tengono invece in conto la libertà religiosa, creativa, politica e personale. Il loro pianeta natale Fieras è grande, soleggiato, arido e pieno di pianure, giungle e mari, ma i Mrrshan non ne sono gli unici abitanti: sono circondati infatti da creature e bestie selvagge, che li costringono a difendersi contro i loro eventuali attacchi. Questo popolo è abile nella diplomazia, ed è una società militarista: iniziano con la tecnologia Ingegneria, e le unità terrestri si addestrano più in fretta, sono il 50% più forti e iniziano con le Caserme Estese, un tipo di edificio adatto alle truppe terrestri.
- I Psilon, ispirati ai tradizionali extraterrestri, provengono da Mentar e sono guidati da Meson. Sono una razza intellettuale che considera la conoscenza il loro bene più prezioso, tanto che si trova al cuore della loro evoluzione fisica, seppur a scapito del loro fisico. Sono incapaci di provare emozioni a un livello biologico, e operano tramite un governo in stile dittatura chiamato Quanta, retto dal Controllore, il cui dovere è gestire i rapporti intergalattici e l'economia, ovviamente maggiormente diretta agli ambiti scientifici, e viene aiutato da una squadra di analizzatori di rischi, che misurano i vantaggi e i rischi degli assetti dei Psilon. Anche per questo, iniziano con la tecnologia Fisica e degli artefatti, ma il loro pianeta iniziale è di piccole dimensioni, con conseguenti ridotte capacità di popolazioni, e una bassa gravità, con conseguenti unità terrestri più deboli, e inoltre gli Psilon hanno una sicurezza ridotta del 20%, il che li rende più deboli contro lo spionaggio.
- I rettiliani Sakkra sono una razza aggressiva dotata di una notevole crescita demografica, per sostenere la quale necessitano di colonizzare nuovi pianeti o conquistare pianeti già abitati, e che preferiscono una filosofia espansionistica aggressiva a scapito dei progressi scientifici e diplomatici. Vengono da Sssla, un pianeta tropicale e paludoso, e sono guidati dal loro Ierarca Guanar, feroce e brutale; lo Ierarca domina col pugno di ferro, senza esitare ad abbracciare le brutalità sulle quali si basa il sistema dei Sakkra, e per ottenere un simile potere, è obbligatorio deporre il capo precedente e uccidere ogni avversario vocale. Iniziano con le tecnologie Ingegneria e Biologia, e la loro crescita demografica aumenta del 50%, ma i loro progressi tecnologici diminuiscono del 50%, e i rapporti e le disposizioni con le altre fazioni diminuiscono.
- Una razza di rocce senzienti, i Silicoidi di Cryslon, un enorme pianeta vulcanico, sono guidati da Igneous, e sono immuni a ogni tipo di inquinamento e possono atterrare senza problemi su qualsiasi tipo di ambiente; non beneficiano però dagli ambienti fertili o gaia, e data la loro natura cristallina, si riproducono a velocità dimezzata rispetto alle altre razze. Il capo fazione del Crag silicoide, il Keystone, viene estratto dal Bacino Sacro e scelto per il ruolo sociale che ricoprirà, come tutti gli altri silicoidi, come se fosse un semplice lavoro. Essendo essi litovori, in quanto consumano rocce al posto di organismi viventi o cibi normali, questa razza non consuma alcun cibo. Nonostante risultino rivoltanti per le altre fazioni, sono fisicamente tolleranti, resistenti e in grado di reggere le differenze di gravita sui tanti tipi di pianeti.

Fanno il loro ritorno anche gli Antariani, già comparsi nel secondo e nel terzo capitolo della serie e che si comportano allo stesso modo rispetto agli originali.
Il gioco aggiunge anche le seguenti civiltà indipendenti: gli Akiriani, i Degoniti, gli Eldritch, i Glis, i Nyemoriani, i Nyunyu, i Thersoniani, gli Yar-ssiani e i Zarkoniani. Queste civiltà indipendenti non giocabili occupano un singolo pianeta di un sistema, e non possiedono la tecnologia né l'ambizione di espandersi fuori dal loro pianeta. Non possono essere conquistati, ma è possibile distruggerli con un bombardamento orbitale e poi mandare una nave coloniale per conquistare la colonia, oppure insediarsi su un altro pianeta dello stesso sistema e trasformarli in un protettorato, con bonus di Cibo, Ricerca o Crediti a seconda della classe. È possibile investire nei protettorati per farli crescere ancora e aumentarne gli introiti. Inoltre, i protettorati possono anche intervenire nel Consiglio Galattico: se numerose razze maggiori hanno colonizzato il loro sistema, i protettorati staranno dalla parte del più influente (l'influenza aumenta tramite il porto spaziale, la capitale e la base militare).

### Razze DLC
Il gioco introduce anche quattro razze disponibili come DLC; tre di esse, già apparse in Master of Orion II, sono incluse nel pacchetto Revenge of Antares (uscito il 1º dicembre 2016), e la quarta, completamente inedita, è presente come razza bonus della Collector's Edition e come controparte malvagia degli Umani.
- Gli Eleriani, un archeotipo delle Amazzoni, sono una razza matriarcale onorevole ma xenofobica che esige il rispetto dalle razze inferiori della galassia. Guidate dal Gran Maresciallo Berylia, provengono dal pianeta Draconis. Le donne sono le uniche a partecipare alla casta dei Guerrieri e a poter guidare il popolo eleriano, e sono tutte telecinetiche, mentre gli uomini appartengono alla casta dei Filosofi, che sostiene l'impero nello sviluppo e nella scienza, e sono tutti telepatici. A causa di questi fattori, la sicurezza globale aumenta del 10%, il loro controllo mentale azzera qualsiasi tempo di assimilazione, ma soprattutto sono onniscienti, nel senso che è possibile vedere l'intera mappa della galassia senza dover esplorarla. Inoltre, le loro navi hanno il 25% in più di attacco e difesa raggi.
- Una razza di tori antropomorfi, astuti mercanti che considerano la ricchezza come simbolo primario di statuto, gli Gnolam sono una lega proveniente da Gnol, un pianeta a bassa gravità, e retto dal Commodoro Bortis. Pur non essendo ottimi guerrieri o carismatici diplomatici, gli Gnolam sono molto dotati nel commercio, ma quando non riescono a ottenere un contratto legalmente, sono capaci di ricorrere alla corruzione, alla frode, alle imprese criminali e persino al veleno. Questa razza genera il 50% di crediti in più rispetto al normale, e ottiene un bonus del 25% sui trattati e uno del 100% sui beni. Sono anche estremamente fortunati, in quanto gli eventi negativi non li toccano nemmeno, e sono attaccati meno frequentemente dalle forze esterne.
- I Trilariani sono una razza di creature acquatiche antropomorfi, provenienti dal mondo acquatico di Trilar e guidati da Wavya, Dittatore Messianico dello Shoal. Desiderano vivere in pace con le altre razze, ma quando entrano in guerra, diventano avversari mortali. Questa razza venera anche gli Antichi Dei, una religione scivolata nella mitologia criptica che i Trilariani sono fieri di voler condividere per tutta la galassia. Essendo essi maestri dell'oceano, possono convertire i pianeti Tundra in Oceano (questa Trasformazione Oceanica non è però in loro possesso all'inizio del gioco, ma solo tramite l'Uber Trasformazione, attraverso la tecnologia Xenobiotica); inoltre, ottengono un bonus del 25% nella velocità di viaggio e di combattimento, tramite un'insolita alterazione genetica che li permette di attraversare meglio il continuum spaziotemporale.
- Il Khanato dei Terrani è una civiltà inedita, ed è la controparte malvagia degli Umani, da loro esiliati tanti anni fa: durante i primi anni dell'unificazione della Terra, non tutti furono infatti d'accordo con la creazione della nuova Repubblica, ed essa, dopo tanta deliberazione, costruì un'enorme astronave perché i dissidenti si trasferissero altrove, come alternativa accettabile alla prigione o alle esecuzioni. Gli esuli atterrarono su un pianeta poco vivibile del sistema Alpha Ceti, con un ambiente ostile, poca acqua bevibile e un'atmosfera pesante. Dopo un periodo di sistemi tribali, alla fine il popolo fu riunito in un unico dominio, che il loro capo, il Khan, nominò col nome di Terrani, per distinguersi da coloro che li avevano esiliati. Colei che gli succedette, Leda, prese il titolo e, a fronte di un'opposizione scettica e aggressiva, decise una risoluzione radicale, oltre che a formare delle caste che dovevano giurare fedeltà al Khan. Da allora, l'ambizione del Khanato è rimuovere ogni debolezza in modo che soltanto i forti prosperino. I Terrani, guidato dal Khan Khoan, iniziano con la tecnologia Ingegneria, le loro unità terrestri si addestrano più in fretta e hanno il 15% di morale in più, e le loro navi hanno un attacco raggio del 25% e costano il 20% in meno, oltre che a godere del 20% in più di punti comando.

## Sviluppo
Il 2 agosto 2013, la Wargaming ha annunciato di aver acquistato l'IP di Master of Orion dall'Atari. Il gioco è stato annunciato ufficialmente il 9 giugno 2015.
È stata in seguito annunciata anche una Collector's Edition, che include tutti i predecessori (Master of Orion, Master of Orion II: Battle at Antares e Master of Orion III), una nuova razza (il Khanato Terrano), un artbook e una colonna sonora orchestrale; inoltre, solo i possessori della Collector's Edition hanno potuto giocare al periodo accesso anticipato. La Collector's Edition è presente anche su GOG.com a partire dal 26 febbraio 2016.
Il 18 febbraio 2016, Wargaming ha rivelato che il reboot avrebbe anche incluso le voci dei capifazione e dei loro assistenti, che sarebbero stati doppiati da attori come Mark Hamill, Michael Dorn, Dwight Schultz, John de Lancie, Alan Tudyk, Kat Cressida, John Kassir, Robert Englund, Troy Baker, Nolan North, JB Blanc, Sara Cravens, Nika Futterman, Jean Gilpin, Misty Lee, Sumalee Montano, Roger Craig Smith, Fred Tatasciore e Kari Wahlgren.
L'11 agosto 2016, Wargaming ha annunciato che il gioco sarebbe uscito il 25 agosto dello stesso anno, due settimane dopo.

## Accoglienza
| Testata                          | Versione | Giudizio |
| -------------------------------- | -------- | -------- |
| Metacritic (media al 31-10-2020) | PC       | 74/100   |
| Game Informer                    | PC       | 8.25/10  |
| GameSpot                         | PC       | 7/10     |
| IGN                              | PC       | 7.1/10   |
| PC Gamer (USA)                   | PC       | 73/100   |

Master of Orion ha ricevuto un'accoglienza favorevole, con un 74/100 da parte di Metacritic. Danial Tack di Game Informer lo ha accolto positivamente, lodandone l'accessibilità ai neofiti del genere 4X e la grafica. Mike Mahardy di GameSpot ne ha lodato anche il doppiaggio, ritenendo che "li fa quasi sentire come dei personaggi reali".
TJ Hafer diIGN si è dimostrato più freddo, considerandolo "un remake privo d'immaginazione del classico a 4X", e ha concluso che "non c'è niente di sbagliato con Master of Orion, ma neanche niente di memorabile o accattivante". Leif Johnson di PC Gamer si è dimostrato d'accordo, dichiarando che il gioco "porta poco di memorabile al genere al di fuori della sua personalità".